# Sindaci dell'Aquila
Di seguito l'elenco cronologico dei sindaci dell'Aquila e delle altre figure apicali equivalenti che si sono succedute nel corso della storia.

## Regno di Sicilia (1257-1302)
| Giovanni da Barattano (Capitano di giustizia) | 1257 | 1258 |
| Guglielmo ? (Capitano di giustizia)           | 1258 | 1259 |
| omissis                                       |      |      |
| Ugo "Ugone" Scaqua (Capitano di città)        | 1267 | 1268 |
| Filippo di Herville (Capitano di città)       | 1268 | 1269 |
| Ponzio di Villanova (Capitano di città)       | 1269 | 1272 |
| Lucchesino da Firenze (Capitano di città)     | 1272 | 1273 |
| omissis                                       |      |      |
| Teodino da Roio (Capitano di città)           | 1277 | 1278 |
| Berardo da Roio (Capitano di città)           | 1278 | 1279 |
| omissis                                       |      |      |
| Riccardo de Nibilanco (Capitano di città)     | ?    | ?    |
| Gentile di Sangro (Capitano di città)         | ?    | ?    |

## Regno di Napoli (1302-1816)
| Guelfo da Lucca (Capitano di città)                                         | 1307  | 1308  |
| omissis                                                                     |       |       |
| Giovanni Coppola (Capitano di città)                                        | ?     | ?     |
| Leone da Cascia (Capitano di città)                                         | ?     | ?     |
| omissis                                                                     |       |       |
| Matteo di Salle (Governatore)                                               | 1314  | 1314  |
| omissis                                                                     |       |       |
| Mariano di Abbateggio (Governatore)                                         | 1317  | 1317  |
| omissis                                                                     |       |       |
| Giovanni da Spoleto (Governatore)                                           | 1322  | 1322  |
| omissis                                                                     |       |       |
| Lalle I Camponeschi (Governatore)                                           | 1345  | 1354  |
| omissis                                                                     |       |       |
| Giovanni Malatacchi (Capitano di città)                                     | ?     | ?     |
| Tommaso ? (Capitano regio)                                                  | ?     | ?     |
| omissis                                                                     |       |       |
| Lalle II Camponeschi (Governatore)                                          | 1381  | 1383  |
| omissis                                                                     |       |       |
| Jacopo Caldora (Governatore)                                                | 1415  | 1416  |
| Antonuccio Camponeschi (Governatore)                                        | 1416  | 1447  |
| Antonuccio Camponeschi (Governatore) Antonuccio Coculli (Camerlengo)        | 1447  | 1448  |
| Antonuccio Camponeschi (Governatore)                                        | 1448  | 1450  |
| Antonuccio Camponeschi (Governatore) Antonuccio della Forcella (Camerlengo) | 1450  | 1451  |
| Antonuccio Camponeschi (Governatore)                                        | 1451  | 1452  |
| omissis                                                                     |       |       |
| Bernardo da Lucoli (Camerlengo)                                             | 1460  | 1461  |
| Carlo de Ricciardis (Capitano regio)                                        | 1461  | 1462  |
| Pietro Paolo della Torre (Camerlengo)                                       | 1462  | 1463  |
| Battista de Fidanza (Camerlengo)                                            | 1463  | 1464  |
| Pietro Paolo della Torre (Camerlengo)                                       | 1464  | 1466  |
| Marino della Gazola (Camerlengo)                                            | 1466  | 1468  |
| Pietro Paolo della Torre (Camerlengo)                                       | 1468  | 1471  |
| Niccolò Porcinari (Capitano regio)                                          | 1471  | 1472  |
| Battista de Fidanza (Camerlengo)                                            | 1472  | 1475  |
| Pietro Paolo della Torre (Camerlengo)                                       | 1475  | 1475  |
| Battista de Fidanza (Camerlengo)                                            | 1475  | 1476  |
| Pietro Lalle Camponeschi (Governatore)                                      | 1476  | 1479  |
| Pietro Lalle Camponeschi (Governatore) Domenico di Nuccio (Camerlengo)      | 1479  | 1481  |
| Pietro Lalle Camponeschi (Governatore) Giovanni da Bazzano (Camerlengo)     | 1481  | 1483  |
| Pietro Lalle Camponeschi (Governatore) Cristofano de Vanni (Camerlengo)     | 1483  | 1485  |
| Pietro Lalle Camponeschi (Governatore) Giovanni da Bazzano (Camerlengo)     | 1485  | 1486  |
| Giacomo Antonelli (Camerlengo)                                              | 1486  | 1488  |
| Battista de Fidanza (Camerlengo)                                            | 1488  | 1488  |
| Jacopo Nanni (Camerlengo)                                                   | 1488  | 1495  |
| Girolamo Gaglioffi (Capitano di città)                                      | 1495  | 1496  |
| Ludovico Franchi (Capitano di città)                                        | 1496  | 1501  |
| Girolamo Gaglioffi (Capitano di città)                                      | 1501  | 1503  |
| Ludovico Franchi (Capitano di città)                                        | 1503  | 1504  |
| omissis                                                                     |       |       |
| Fabrizio Alferi (Camerlengo)                                                | 1515  | 1520  |
| omissis                                                                     |       |       |
| Giambattista Porcinari (Camerlengo)                                         | 1537  | 1537  |
| omissis                                                                     |       |       |
| Giovancarlo Rivera (Camerlengo)                                             | 1545  | 1545  |
| omissis                                                                     |       |       |
| Giovannantonio Porcinari (Camerlengo)                                       | 1558  | 1562  |
| omissis                                                                     |       |       |
| Vincenzo Burri (Camerlengo)                                                 | 1568  | 1568  |
| omissis                                                                     |       |       |
| Ludovico Rivera (Camerlengo)                                                | 1573a | 1573a |
| Anton Vincenzo Carli (Camerlengo)                                           | 1573b | 1573b |
| omissis                                                                     |       |       |
| Alessandro Trentacinque (Camerlengo)                                        | 1583  | 1584  |
| Alessandro Carli (Camerlengo)                                               | 1584  | 1586  |
| Gian Paolo Mariani (Camerlengo)                                             | 1586  | 1587  |
| omissis                                                                     |       |       |
| Gian Vincenzo Quinzi (Camerlengo)                                           | 1592  | 1593  |
| Gian Francesco Vivio (Camerlengo)                                           | 1594a | 1594a |
| Pompeo Dragonetti (Camerlengo)                                              | 1594b | 1594b |
| Marcantonio Antonelli (Camerlengo)                                          | 1595a | 1595a |
| Marco Antonio Dragonetti (Camerlengo)                                       | 1595b | 1595b |
| Bartolomeo Crispo (Camerlengo)                                              | 1596  | 1597  |
| Cesare Rivera (Camerlengo)                                                  | 1597  | 1598  |
| Flaminio Alfieri (Camerlengo)                                               | 1598  | 1599  |
| omissis                                                                     |       |       |
| Alessandro Cresi (Camerlengo)                                               | 1606  | 1606  |
| Giambattista Angelini (Camerlengo)                                          | 1607a | 1607a |
| Fabio Cappa (Camerlengo)                                                    | 1607b | 1607b |
| omissis                                                                     |       |       |
| Giuseppe Pica (Camerlengo)                                                  | 1615  | 1615  |
| omissis                                                                     |       |       |
| Geronimo Ciampella (Camerlengo)                                             | 1619  | 1620  |
| Giuseppe Pica (Camerlengo)                                                  | 1620  | 1620  |
| Antonfrancesco Perella (Camerlengo)                                         | 1621a | 1621a |
| Alfonso Bernal (Camerlengo)                                                 | 1621b | 1621b |
| omissis                                                                     |       |       |
| Michelangelo Pascali (Camerlengo)                                           | 1626  | 1627  |
| Gian Maria Cappa (Camerlengo)                                               | 1627  | 1628  |
| Andrea Bonanni (Camerlengo)                                                 | 1628  | 1629  |
| Giuseppe Cappa (Camerlengo)                                                 | 1629  | 1630  |
| omissis                                                                     |       |       |
| Pompeo Cappa (Camerlengo)                                                   | 1639  | 1640  |
| Gian Vincenzo Quinzi (Camerlengo)                                           | 1640  | 1641  |
| Francesco Vastarini (Camerlengo)                                            | 1641  | 1642  |
| omissis                                                                     |       |       |
| Giambattista Perella (Camerlengo)                                           | 1648a | 1648a |
| Antonio Alfieri (Camerlengo)                                                | 1648b | 1648b |
| omissis                                                                     |       |       |
| Marcantonio Micheletti (Camerlengo)                                         | 1658  | 1658  |
| omissis                                                                     |       |       |
| Antonio Angelini (Camerlengo)                                               | 1668  | 1668  |
| omissis                                                                     |       |       |
| Stefano Alfieri (Camerlengo)                                                | 1672  | 1672  |
| omissis                                                                     |       |       |
| Giacinto Porcinari (Camerlengo)                                             | 1677  | 1677  |
| omissis                                                                     |       |       |
| Alessandro Cresi (Camerlengo)                                               | 1703a | 1703a |
| Urbano Cirillo (Camerlengo)                                                 | 1703b | 1703b |
| Alessandro Quinzi (Camerlengo)                                              | 1703c | 1703c |
| omissis                                                                     |       |       |
| Giovanni Battista Bonanni (Camerlengo)                                      | 1708  | 1708  |
| omissis                                                                     |       |       |
| Giannantonio Oliva Vetusti (Camerlengo)                                     | 1714  | 1714  |
| omissis                                                                     |       |       |
| Francescantonio Agnifili (Camerlengo)                                       | 1736  | 1736  |
| omissis                                                                     |       |       |
| Gerolamo Rustici (Camerlengo)                                               | 1739  | 1739  |
| omissis                                                                     |       |       |
| Francesco Cappa (Camerlengo)                                                | 1787  | 1787  |
| omissis                                                                     |       |       |
| Giovanni Emidio Alessandri (Camerlengo)                                     | 1797  | 1798  |
| Giovanni Pica (Camerlengo)                                                  | 1798  | 1800  |
| Domenico Berardi (Camerlengo)                                               | 1800  | 1802  |
| Serafino Ricci (Camerlengo)                                                 | 1802  | 1803  |
| omissis                                                                     |       |       |
| Carlo Gentileschi                                                           | 1809  | 1810  |
| Giovanni Antonio Pica                                                       | 1810  | 1811  |
| Bernardino Picella                                                          | 1811  | 1813  |
| Bartolomeo de Torres                                                        | 1813  | 1816  |

## Regno delle Due Sicilie (1816-1861)
| Bartolomeo de Torres                          | 1816             | 1817             |
| omissis                                       |                  |                  |
| Giuseppe Alessandri                           | 1821             | 1824             |
| Carlo Gentileschi                             | 1824             | 1825             |
| Gervasio Chiarizia                            | 1825             | 1829             |
| Giovansaverio Cappa                           | 1829             | 1832             |
| Giuseppe Alessandri                           | 1832             | 1835             |
| Giuseppe Cappa                                | 1835             | 1838             |
| Gianlorenzo Centi                             | 1838             | 1841             |
| Vittorio Ciampella                            | 1841             | 8 settembre 1841 |
| Domenico Cappa (Vicesindaco facente funzioni) | 8 settembre 1841 | 1842             |
| Luigi Micheletti                              | 1842             | 1844             |
| Alessandro Quinzi                             | 1844             | 1846             |
| Giuseppe Pietropaoli                          | 1846             | 1850             |
| Teodoro Bonanni d'Ocre                        | 1850             | 1853             |
| Giuseppe Pietropaoli                          | 1853             | 1858             |
| Michele Iacobucci                             | 1858             | 26 giugno 1860   |
| Fabio Cannella                                | 26 giugno 1860   | 17 marzo 1861    |

## Regno d'Italia (1861-1946)
| Sindaci nominati dal governo (1861-1889)                   | Sindaci nominati dal governo (1861-1889)          | Sindaci nominati dal governo (1861-1889) | Sindaci nominati dal governo (1861-1889)                               | Sindaci nominati dal governo (1861-1889) | Sindaci nominati dal governo (1861-1889) |
| Nominativo                                                 | Nominativo                                        | Partito                                  | Partito                                                                | Mandato                                  | Mandato                                  |
| Nominativo                                                 | Nominativo                                        | Partito                                  | Partito                                                                | Inizio                                   | Fine                                     |
| ---------------------------------------------------------- | ------------------------------------------------- | ---------------------------------------- | ---------------------------------------------------------------------- | ---------------------------------------- | ---------------------------------------- |
|                                                            | Fabio Cannella                                    |                                          | Sinistra storica                                                       | 17 marzo 1861                            | 18 novembre 1865                         |
|                                                            | Antonio Chiarizia                                 |                                          | Sinistra storica                                                       | 18 novembre 1865                         | 1873                                     |
|                                                            | Michele Iacobucci                                 |                                          | Sinistra storica                                                       | 1874                                     | 1885                                     |
|                                                            | Antonio Ciolina                                   |                                          | Sinistra storica                                                       | 1885                                     | 1889                                     |
| Sindaci eletti dal Consiglio comunale (1889-1926)          |                                                   |                                          |                                                                        |                                          |                                          |
| Nominativo                                                 | Nominativo                                        | Partito                                  | Partito                                                                | Mandato                                  | Mandato                                  |
| Nominativo                                                 | Nominativo                                        | Partito                                  | Partito                                                                | Inizio                                   | Fine                                     |
|                                                            | Panfilo Tedeschi                                  |                                          | Sinistra storica                                                       | 1889                                     | maggio 1891                              |
|                                                            | Franco Palitti                                    |                                          | Sinistra storica                                                       | maggio 1891                              | novembre 1892                            |
|                                                            | Mariano Iacobucci                                 |                                          | Sinistra storica                                                       | novembre 1892                            | 1896                                     |
|                                                            | Giambattista Mancini (facente funzioni)           |                                          | Sinistra storica                                                       | 1896                                     | 1896                                     |
|                                                            | Bonaventura Vicentini                             |                                          | Partito Socialista Italiano                                            | 1896                                     | 1900                                     |
|                                                            | Berardino Marinucci                               |                                          | Partito Repubblicano Italiano                                          | 1900                                     | 1901                                     |
|                                                            | Vincenzo Camerini                                 |                                          | Destra storica                                                         | 1901                                     | 1910                                     |
|                                                            | Berardino Marinucci                               |                                          | Partito Repubblicano Italiano                                          | 1910                                     | 1914                                     |
|                                                            | Vincenzo Speranza                                 |                                          | Partito Liberale (1914-1922) poi Partito Liberale Italiano (1922-1924) | 1914                                     | 1924                                     |
|                                                            | Gustavo Fara (Regio commissario)                  | –                                        | –                                                                      | 1924                                     | 1925                                     |
|                                                            | Francesco Ballero (Commissario prefettizio)       | –                                        | –                                                                      | 1925                                     | 1926                                     |
| Podestà nominati dal governo (1926-1943)                   |                                                   |                                          |                                                                        |                                          |                                          |
| Nominativo                                                 | Nominativo                                        | Partito                                  | Partito                                                                | Mandato                                  | Mandato                                  |
| Nominativo                                                 | Nominativo                                        | Partito                                  | Partito                                                                | Inizio                                   | Fine                                     |
|                                                            | Adelchi Serena                                    |                                          | Partito Nazionale Fascista                                             | 23 dicembre 1926                         | 29 gennaio 1934                          |
|                                                            | Gianlorenzo Centi Colella                         |                                          | Partito Nazionale Fascista                                             | 25 maggio 1934                           | 21 novembre 1940                         |
|                                                            | Vincenzo Di Nanna                                 |                                          | Partito Nazionale Fascista                                             | 21 novembre 1940                         | 6 settembre 1943                         |
| Sindaci del periodo costituzionale transitorio (1943-1946) |                                                   |                                          |                                                                        |                                          |                                          |
| Nominativo                                                 | Nominativo                                        | Partito                                  | Partito                                                                | Mandato                                  | Mandato                                  |
| Nominativo                                                 | Nominativo                                        | Partito                                  | Partito                                                                | Inizio                                   | Fine                                     |
|                                                            | Vincenzo Speranza (Commissario prefettizio)       | –                                        | –                                                                      | 6 settembre 1943                         | 3 febbraio 1944                          |
|                                                            | Stanislao Pietrostefani (Commissario prefettizio) | –                                        | –                                                                      | 3 febbraio 1944                          | giugno 1944                              |
|                                                            | Giovanni Serafini (Commissario prefettizio)       | –                                        | –                                                                      | giugno 1944                              | giugno 1944                              |
|                                                            | Stanislao Pietrostefani (Commissario prefettizio) | –                                        | –                                                                      | giugno 1944                              | luglio 1944                              |
|                                                            | Stanislao Pietrostefani                           |                                          | Democrazia Cristiana                                                   | luglio 1944                              | 2 agosto 1944                            |
|                                                            | Luigi Vacca                                       |                                          | Partito Liberale Italiano                                              | 2 agosto 1944                            | gennaio 1945                             |
|                                                            | Federico Fabrocini                                |                                          | Partito Liberale Italiano                                              | gennaio 1945                             | giugno 1945                              |
|                                                            | Carlo Chiarizia                                   |                                          | Partito Comunista Italiano                                             | giugno 1945                              | 1946                                     |

## Repubblica Italiana (dal 1946)
| Sindaci eletti dal Consiglio comunale (1946-1994)    | Sindaci eletti dal Consiglio comunale (1946-1994) | Sindaci eletti dal Consiglio comunale (1946-1994) | Sindaci eletti dal Consiglio comunale (1946-1994) | Sindaci eletti dal Consiglio comunale (1946-1994) | Sindaci eletti dal Consiglio comunale (1946-1994) | Sindaci eletti dal Consiglio comunale (1946-1994) | Sindaci eletti dal Consiglio comunale (1946-1994) | Sindaci eletti dal Consiglio comunale (1946-1994) |
| Nominativo                                           | Nominativo                                        | Partito                                           | Partito                                           | Giunta                                            | Giunta                                            | Mandato                                           | Mandato                                           | Elezione                                          |
| Nominativo                                           | Nominativo                                        | Partito                                           | Partito                                           | Giunta                                            | Giunta                                            | Inizio                                            | Fine                                              | Elezione                                          |
| ---------------------------------------------------- | ------------------------------------------------- | ------------------------------------------------- | ------------------------------------------------- | ------------------------------------------------- | ------------------------------------------------- | ------------------------------------------------- | ------------------------------------------------- | ------------------------------------------------- |
|                                                      | Carlo Chiarizia                                   |                                                   | Partito Comunista Italiano                        |                                                   | PCI-PSI-Indipendenti                              | 1946                                              | 14 maggio 1948                                    | Elezione 1946                                     |
|                                                      | Cesare Di Palma                                   |                                                   | Democrazia Cristiana                              |                                                   | DC-PLI-PRI-PSLI                                   | 14 maggio 1948                                    | 25 maggio 1950                                    | Elezione 1946                                     |
|                                                      | Antonio Rainaldi                                  |                                                   | Partito Repubblicano Italiano                     | ?                                                 | ?                                                 | 25 maggio 1950                                    | 12 luglio 1951                                    | Elezione 1946                                     |
|                                                      | Angelo Colagrande                                 |                                                   | Partito Liberale Italiano                         | ?                                                 | ?                                                 | 12 luglio 1951                                    | 14 luglio 1956                                    | Elezione 1951                                     |
|                                                      | Federico Trecco                                   |                                                   | Democrazia Cristiana                              | ?                                                 | ?                                                 | 14 luglio 1956                                    | 25 febbraio 1961                                  | Elezione 1956                                     |
|                                                      | Amedeo Cervelli                                   |                                                   | Democrazia Cristiana                              | ?                                                 | ?                                                 | 25 febbraio 1961                                  | 27 febbraio 1961                                  | Elezione 1960                                     |
|                                                      | Felice Natellis                                   |                                                   | Democrazia Cristiana                              | ?                                                 | ?                                                 | 27 febbraio 1961                                  | 18 marzo 1961                                     | Elezione 1960                                     |
|                                                      | Francesco Gaudieri                                |                                                   | Democrazia Cristiana                              | ?                                                 | ?                                                 | 18 marzo 1961                                     | 12 marzo 1965                                     | Elezione 1960                                     |
|                                                      | Umberto Albano                                    |                                                   | Democrazia Cristiana                              |                                                   | DC-PSI-PSDI                                       | 12 marzo 1965                                     | 7 ottobre 1966                                    | Elezione 1964                                     |
|                                                      | Tullio De Rubeis                                  |                                                   | Democrazia Cristiana                              | ?                                                 | ?                                                 | 7 ottobre 1966                                    | 14 gennaio 1970                                   | Elezione 1964                                     |
|                                                      | Giovanni De Sanctis                               |                                                   | Democrazia Cristiana                              | ?                                                 | ?                                                 | 14 gennaio 1970                                   | 25 aprile 1970                                    | Elezione 1964                                     |
|                                                      | Luigi Iorio (facente funzioni)                    |                                                   | Democrazia Cristiana                              | ?                                                 | ?                                                 | 25 aprile 1970                                    | 20 ottobre 1970                                   | Elezione 1964                                     |
|                                                      | Tullio De Rubeis                                  |                                                   | Democrazia Cristiana                              |                                                   | DC-PSI-PSDI-PRI                                   | 21 ottobre 1970                                   | 9 settembre 1975                                  | Elezione 1970                                     |
|                                                      | Ubaldo Lopardi                                    |                                                   | Partito Socialista Democratico Italiano           |                                                   | DC-PSI-PSDI-PRI-PCI                               | 9 settembre 1975                                  | 24 luglio 1980                                    | Elezione 1975                                     |
|                                                      | Tullio De Rubeis                                  |                                                   | Democrazia Cristiana                              | ?                                                 | ?                                                 | 27 agosto 1980                                    | 12 ottobre 1985                                   | Elezione 1980                                     |
|                                                      | Romeo Ricciuti                                    |                                                   | Democrazia Cristiana                              | ?                                                 | ?                                                 | 12 ottobre 1985                                   | 24 ottobre 1985                                   | Elezione 1985                                     |
|                                                      | Enzo Lombardi                                     |                                                   | Democrazia Cristiana                              |                                                   | DC-PSI-PSDI-PLI-PRI                               | 24 ottobre 1985                                   | 1990                                              | Elezione 1985                                     |
|                                                      | Enzo Lombardi                                     | DC-PSI-PSDI-PLI-PRI                               | Democrazia Cristiana                              | 1990                                              | 13 gennaio 1992                                   | Elezione 1990                                     |                                                   |                                                   |
|                                                      | Maria Luisa Baldoni                               |                                                   | Democrazia Cristiana                              |                                                   | DC-PSI-PSDI-PLI-PRI                               | Elezione 1990                                     | 13 gennaio 1992                                   | 28 febbraio 1993                                  |
|                                                      | Giuseppe Placidi                                  |                                                   | Democrazia Cristiana                              | ?                                                 | ?                                                 | Elezione 1990                                     | 28 febbraio 1993                                  | 25 ottobre 1993                                   |
|                                                      | Vincenzo Grimaldi (Commissario prefettizio)       | –                                                 | –                                                 | –                                                 | –                                                 | 25 ottobre 1993                                   | 26 giugno 1994                                    | –                                                 |
| Sindaci eletti direttamente dai cittadini (dal 1994) |                                                   |                                                   |                                                   |                                                   |                                                   |                                                   |                                                   |                                                   |
| Nominativo                                           | Nominativo                                        | Partito                                           | Partito                                           | Coalizione                                        | Coalizione                                        | Mandato                                           | Mandato                                           | Elezione                                          |
| Nominativo                                           | Nominativo                                        | Partito                                           | Partito                                           | Coalizione                                        | Coalizione                                        | Inizio                                            | Fine                                              | Elezione                                          |
|                                                      | Antonio Carmine Centi                             |                                                   | Partito Democratico della Sinistra                |                                                   | PDS-La Rete-L. civiche                            | 26 giugno 1994                                    | 7 giugno 1998                                     | Elezione 1994                                     |
|                                                      | Biagio Tempesta                                   |                                                   | Forza Italia                                      |                                                   | FI-AN-CCD-CDU                                     | 7 giugno 1998                                     | 28 maggio 2002                                    | Elezione 1998                                     |
|                                                      | Biagio Tempesta                                   | FI-UDC-AN-NPSI                                    | Forza Italia                                      | 28 maggio 2002                                    | 29 maggio 2007                                    | Elezione 2002                                     |                                                   |                                                   |
|                                                      | Massimo Cialente                                  |                                                   | Democratici di Sinistra (2007)                    |                                                   | DS-DL-UDEUR-SDI-IdV-PSI-PRC-PdCI-L. civiche       | 29 maggio 2007                                    | 22 maggio 2012                                    | Elezione 2007                                     |
|                                                      | Massimo Cialente                                  | Sinistra Democratica (2007-2008)                  |                                                   |                                                   | DS-DL-UDEUR-SDI-IdV-PSI-PRC-PdCI-L. civiche       | 29 maggio 2007                                    | 22 maggio 2012                                    | Elezione 2007                                     |
|                                                      | Massimo Cialente                                  | Partito Democratico (2008-2017)                   |                                                   |                                                   | DS-DL-UDEUR-SDI-IdV-PSI-PRC-PdCI-L. civiche       | 29 maggio 2007                                    | 22 maggio 2012                                    | Elezione 2007                                     |
|                                                      | Massimo Cialente                                  | PD-ApI-PSI-FdS-SEL                                | 22 maggio 2012                                    | 28 giugno 2017                                    | Elezione 2012                                     |                                                   |                                                   |                                                   |
|                                                      | Pierluigi Biondi                                  |                                                   | Fratelli d'Italia                                 |                                                   | FI-Lega-FdI-UdC-L. civiche                        | 28 giugno 2017                                    | 20 giugno 2022                                    | Elezione 2017                                     |
|                                                      | Pierluigi Biondi                                  | FdI-Lega-FI-L. civiche                            | Fratelli d'Italia                                 | 20 giugno 2022                                    | in carica                                         | Elezione 2022                                     |                                                   |                                                   |